# Revue des nations latines

La Revue des nations latines était une revue politique et culturelle de propagande, publiée en France entre 1916 et 1919, visant au rapprochement des peuples de langue latine, notamment de la France et de l'Italie pour contrer les alliances européennes avec l'Allemagne, lors de la Première Guerre mondiale..